# منشور کار ۱۹۲۷
منشور کار ۱۹۲۷ (ایتالیایی: Carta del Lavoro) یکی از قوانین اصلی بنیتو موسولینی، دیکتاتور فاشیست ایتالیا از ۱۹۴۳–۱۹۲۲ بود که در تلاش‌های خود برای مدرن کردن اقتصاد ایتالیا معرفی شد. منشور توسط شورای بزرگ فاشیسم منتشر شد و در روزنامه لاوورو دیتالیا در ۲۳ آوریل ۱۹۲۷ منتشر شد. این عمدتاً توسط جوزپه بوتای، معاون وزیر امور خارجه شرکت‌ها طراحی شده است.

## محتوا
این منشور شرکت خصوصی را کارآمدترین شرکت اعلام کرد، بنابراین به موسولینی کمک کرد تا حمایت صنعتگران ثروتمند را که حامیان اولیه فاشیسم بودند، تأیید کند. وی اصرار داشت که مداخله دولت تنها در جایی مشروع است که شرکت خصوصی ناقص باشد.